# The Slim Shady LP
Vous lisez un « bon article » labellisé en 2013.
Albums de Eminem
The Slim Shady EP
(1997) The Marshall Mathers LP
(2000)
Singles
1. My Name Is
Sortie : 25 janvier 1999
2. Role Model
Sortie : 26 mai 1999
3. Guilty Conscience
Sortie : 8 juin 1999

The Slim Shady LP est le deuxième album studio du rappeur américain Eminem sorti le 23 février 1999. Cet album est distribué par Web Entertainment et par le label du producteur Dr. Dre, Aftermath Entertainment. Enregistré à Ferndale dans le Michigan à la suite du recrutement d'Eminem par Dr. Dre, il est produit par celui-ci, les frères Jeff et Mark Bass et par Eminem lui-même. L'album a pour thème principal l'alter ego du rappeur qu'il a créé dans The Slim Shady EP, Slim Shady. Les paroles des chansons sont considérées comme très violentes, obscènes et diffamatoires.
L'album a été un grand succès commercial et critique. Lors de sa première semaine d'exploitation, il se vend à 283 000 exemplaires aux États-Unis et se classe à la seconde position du Billboard 200 derrière l'album FanMail du girl group TLC. Le premier single officiel, My Name Is s'est classé à la 36e place du Billboard Hot 100. L'album a permis à Eminem de remporter le premier de ses quinze Grammy Awards, dans la catégorie Meilleur album de rap. En 2003, soit seulement quatre ans après sa sortie, l'album est classé 275e sur la liste des 500 plus grands albums de tous les temps par le magazine Rolling Stone. L'album a été certifié cinq fois disque de platine le 8 mars 2022 par la Recording Industry Association of America (RIAA).
The Slim Shady LP a changé le statut d'Eminem, le faisant passant d'un rappeur underground inconnu en dehors de Détroit à une star incontestée du rap américain. À la suite de la sortie de cet album, Eminem crée avec son agent Paul Rosenberg son propre label appelé Shady Records, du nom de son alter ego. Une vaste tournée est alors lancée pour promouvoir l'album. Durant l'été 1999, Eminem participe régulièrement au Vans Warped Tour et à différents concerts d'artistes rap. Eminem devient également une personnalité très controversée notamment à cause de la violence de ses paroles, perçues comme misogynes et néfastes pour le jeune public. Le rappeur a été poursuivi en justice à de nombreuses reprises après la sortie de l'album pour calomnie et pour des samples non autorisés.

## Conception

### Genèse
Eminem, né Marshall Bruce Mathers III, commence le rap à l'âge de 14 ans. En 1996, il enregistre son premier album studio nommé Infinite. L'album, enregistré au studio Bassmint avec la complicité des frères Mark et Jeff Bass, est diffusé par le label indépendant Web Entertainment. L'album se vend très peu et sort dans la plus grande indifférence à Détroit, où les radios n'en diffusent aucun extrait. La déception d'Eminem lui permet de faire progresser ses techniques d'écriture. Il affirme en interview : « Après la sortie d'Infinite, j'écrivais avec davantage de rage en moi. C'était en grande partie à cause des réflexions désobligeantes de certaines personnes. Ceux-ci me disaient : “Tu es blanc, alors pourquoi tu rappes ? Pourquoi ne fais-tu pas du rock 'n' roll ?” Toutes ces conneries ont commencé à bien m'emmerder. » Après cet échec, Eminem plonge dans l'alcool et la drogue et tente de se suicider.
La déception suscitée par Infinite incite Eminem à créer son alter ego Slim Shady. Il dit que le nom l'a tout de suite frappé et beaucoup inspiré. Slim Shady permet ainsi de renvoyer Eminem en studio pour qu'il sorte en 1997 un EP intitulé en honneur de son personnage satirique, The Slim Shady EP. À la même période, Eminem vit avec sa petite amie Kimberley Scott et leur fille Hailie Jade dans un quartier difficile de Détroit, où ils se sont fait cambrioler à de nombreuses reprises. Après s'être fait expulser de son domicile, Eminem se rend à Los Angeles pour participer aux Rap Olympics, une compétition nationale organisée chaque année sous forme de battles de rap. Eminem s'incline en finale de ce concours mais marque l'attention de l'équipe du label Interscope Records présente sur place. Ils envoient alors une cassette du Slim Shady EP à Jimmy Iovine, PDG du label en question. Iovine fait ensuite écouter cette cassette au producteur de Snoop Dogg, Dr. Dre, fondateur du label Aftermath Entertainment. Dr. Dre raconte en interview : « Je n'avais jamais, dans toute ma carrière musicale, découvert un talent comme celui-ci à partir d'un enregistrement. Je dis alors : Trouvez-le. Maintenant. » Eminem et Dr. Dre se rencontrent donc et commencent à travailler ensemble.

### Enregistrement
The Slim Shady LP a été enregistré au Studio 8, situé au 430 8 Mile Road à Ferndale dans le Michigan. Eminem, qui écoute beaucoup la musique de Dr. Dre depuis son adolescence par l'intermédiaire du groupe N.W.A., avoue avoir été très nerveux avant sa rencontre avec le producteur et rappeur originaire de Compton. Il se souvient de cette angoisse lors d'une entrevue : « Je ne voulais pas sembler fasciné par lui, ni m'aplatir devant lui. C'était pourtant la première fois que je voyais une icône telle que lui. » Cependant, après une série d'enregistrements productifs, il se sent davantage à son aise avec le PDG d'Aftermath Entertainment. Pour la plupart des enregistrements, Dr. Dre présentait une mélodie à Eminem et celui-ci s'en inspirait pour écrire les paroles. Eminem se souvient : . Une partie importante de l'album a été enregistrée alors qu'Eminem était sous l'emprise de l'ecstasy. Dr. Dre évoque quelques situations cocasses qui eurent lieu en studio : « Parfois, on passait deux jours en studio, Eminem s'endormait pendant trois jours puis se réveillait et venait me dire : “C'est réussi ce que j'ai fait la dernière fois, laisse-moi voir !” ». Le premier jour d'enregistrement, ils achèvent la création du premier single My Name Is en seulement une heure. Trois autres chansons, dont Role Model, sont enregistrées dans la même journée.

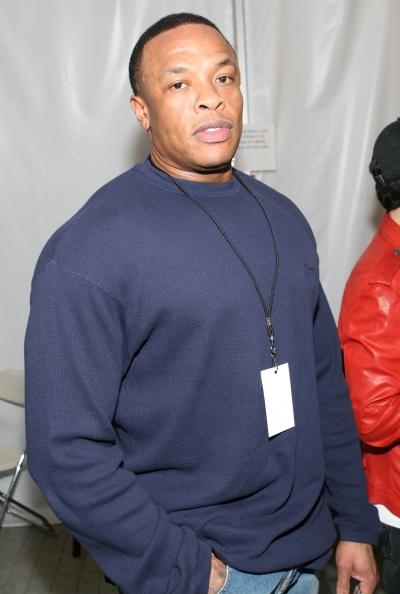
Eminem est, depuis son adolescence, fan de Dr. Dre (photographié en 2008). Celui-ci est coproducteur de l'album.

La chanson '97 Bonnie and Clyde, présente sur l'extended play The Slim Shady EP sous le nom de Just The Two of Us est modifiée lors de la création de Slim Shady LP pour ajouter la voix d'Hailie, la fille d'Eminem. Étant donné que la chanson simule l'assassinat de sa femme Kim, dont le nom est dit explicitement, il se retrouve mal à l'aise au moment d'emmener sa fille de deux ans en studio avec elle. Il lui fait alors croire qu'il se rend avec elle à la pizzeria Chuck E. Cheese's. Eminem dit à propos de l'enregistrement de '97 Bonnie & Clyde : « Quand elle s'est rendu compte que j'avais emmené notre fille en studio pour une chanson où l'on simulait son assassinat, elle était très en colère. Puis je lui ai fait écouter la chanson et elle s'est tirée. » La chanson Guilty Conscience contient une référence humoristique à un incident qu'a eu Dr. Dre avec Dee Barnes, un rappeur originaire de Los Angeles. Ne connaissant Dr. Dre que depuis quelques jours, il était inquiet de voir la réaction de celui-ci face à cette phrase. À son grand soulagement, le producteur de Compton tombe sur sa chaise en riant en entendant ses paroles. Dans l'album se trouve un sketch appelé Ken Kaniff où on entend le rappeur de Détroit Aristotle, dans le rôle de Ken Kaniff, téléphoner à Eminem pour tenter d'avoir des rapports homosexuels avec celui-ci. À la suite d'un différend entre les deux rappeurs en raison du succès d'Eminem, celui-ci fut contraint de reprendre le personnage de Ken Kaniff dans ses albums suivants.

## Musique

### Contenu des paroles
Eminem a écrit la plupart des paroles des chansons en se mettant dans la peau de son alter ego, « Slim Shady ». Les paroles reprennent les traits de caractère du personnage, à savoir un univers caricatural où la violence est très présente. Le rappeur expliqua qu'il faut voir en son album un moyen de divertissement sordide tel qu'un film d'horreur. Il ajoute que la seule différence entre les deux est que dans le film, le message est plus explicite. Certaines critiques et certains détracteurs jugèrent l'album comme misogyne. Eminem ne réfute pas ces accusations mais clarifie la situation en expliquant : « Quand mes propos envers les femmes peuvent sembler désobligeants, quand je dis salope ou d'autres insultes, c'est poussé à l'extrême et cela en devient ridicule, ce sont des stéréotypes. Je ne peux pas dire que je déteste les femmes en général. Parfois, cela dit, elles me rendent fou. » Malgré le caractère explicite des paroles de l'album, il refuse néanmoins de dire le mot nigger (nègre). Il dit à propos de ce mot qu'il ne « fait pas partie de [son] vocabulaire ». The Slim Shady LP débute par un skit intitulé Public Service Announcement. Le producteur Jeff Bass, aux côtés d'Eminem depuis ses débuts, présente cet album en soulignant de manière humoristique que cet opus n'est pas à mettre entre toutes les mains. Un second skit apparaît plus loin. Celui-ci, s'intitulant Paul, simule un appel du producteur d'Eminem, Paul Rosenberg, lui demandant de modérer le contenu de ses paroles.

Le logo Parental Advisory est apposé sur l'album The Slim Shady LP à cause de la violence de ses paroles.

La chanson Guilty Conscience est partagée par Eminem avec son producteur Dr. Dre. Cette chanson « concept » suit trois crimes. Eminem et Dr. Dre représentent respectivement un démon et un ange essayant d'influencer le criminel en action,. Ce titre s'inspire du film humoristique American College sorti en 1978 et dans lequel le protagoniste demande conseil à un ange et à un démon avant de violer une jeune fille inconsciente lors d'une soirée. Dans le film, le jeune homme décide de ne pas aller jusqu'au bout de son viol tandis que dans la chanson, plusieurs indices laissent présager d'un viol. Ces éléments sont tout d'abord les cris de la fille ainsi que la dernière phrase d'Eminem disant « Ouais putain, fais ça bien puis tire-toi ». La chanson My Fault raconte, quant à elle, l'histoire d'une jeune fille faisant une overdose de champignons hallucinogènes lors d'une rave party.
Dans la chanson '97 Bonnie & Clyde, Eminem convainc sa fille de venir avec lui pour se débarrasser du corps de sa femme. Bien qu'elle soit sortie en 1999, cette chanson constitue l'épilogue de la chanson Kim sortie en 2000 sur The Marshall Mathers LP. Il a écrit cette chanson à une époque où sa copine, Kim, l'empêchait de voir sa fille. Le journaliste Stephen Thomas Erlewine de AllMusic parle de cette chanson en disant : « Il y a déjà eu beaucoup de chansons violentes dans le rap, mais des chansons aussi inquiétantes, il y en a eu peu. Ce n'est pas tellement à cause de ce qu'il raconte, mais plutôt la façon dont il le raconte. Eminem arrive à trouver un phrasé parfait pour faire ressortir l'horreur et l'humour noir de ses paroles. »
Dans le morceau Brain Damage, il évoque des épisodes douloureux de son enfance, notamment un incident avec un camarade de classe qui le frappa jusqu'à ce qu'il tombe dans le coma.
D'autres thèmes que la violence sont traités dans cet album. En effet, les paroles du rappeur ont un côté humoristique. Eminem parle aussi de la difficulté de vivre dans la pauvreté. Le journaliste Anthony Bozza du magazine Rolling Stone parle de cet album en disant : « Eminem est probablement le seul MC en 1999 qui se sous-estime autant. Ces rimes aussi époustouflantes que perverses racontent avec justesse la précarité, la pauvreté ou encore le désespoir. »
Eminem s'inspire de son expérience personnelle pour écrire ses textes, comme dans Rock Bottom. Dans cette chanson, il parle de la dépendance à l'argent et au changement des individus en possession de nombreux biens. Il a écrit les paroles de cette chanson après s'être fait licencier de son poste de cuisinier quelques jours avant l'anniversaire de sa fille. Il évoque également les difficultés qu'il rencontre pour satisfaire ses besoins et ceux de sa fille.
Dans le titre If I Had, il parle du même sujet. Il avoue « en avoir marre d'être payé 5,50 $ de l'heure ». Il évoque également le stéréotype du White trash dans cette chanson.

### Production et style musical
Cet album est classé dans la catégorie rap. Cela dit, il peut être classé dans la sous-catégorie Horrorcore en raison de son contenu assez violent,. L'essentiel de la production de l'album a été assuré par les frères Bass, Dr. Dre et Eminem lui-même. La musicalité de l'album a été comparée à celle du G-funk, très fréquent sur la Côte Ouest des États-Unis. Ces effets permettent à Eminem de jouer sur les mots en s'appuyant sur la musique, selon Kyle Anderson, journaliste de MTV. Selon l'équipe du site internet IGN, la chanson '97 Bonnie & Clyde ressemble, de par sa musicalité, à une berceuse groove.
La chanson Cum on Everybody a une mélodie plus dance tandis que le single phare de l'album, My Name Is, issu d'un sample de I Got The du pianiste britannique Labi Siffre, s'appuie sur une mélodie faite à la basse et au clavier,,.
Le titre I'm Shady devait à la base s'appuyer sur un sample d'une chanson du groupe Sade. Cependant, après avoir entendu un sample de la chanson Pusherman de Curtis Mayfield dans la chanson I'm Your Pusher du rappeur Ice-T, il décide d'utiliser lui aussi ce morceau. Le journaliste John Paraceles a évoqué le fait que la diction d'Eminem ressemble à des « sifflements du nez », à l'image des Beastie Boys. Greg Kot du Chicago Tribune compare, quant à lui, cette diction à « une version midwest du langage de Pee-wee Herman. »
Un skit, présent sur l'album, appelé Lounge et interprété par Eminem et les frères Bass, parodie les chanteurs de charme du Rat Pack. Dans ce skit, Jeff Bass dit : « Je ne voulais vraiment pas t'emmener de champignons hallucinogènes ». Cette phrase influença Eminem pour l'écriture de la chanson My Fault.

## Parution et accueil

### Succès commercial et postérité
L'album The Slim Shady LP, le second du rappeur Eminem, sort le 23 février 1999, un peu plus de deux ans après la sortie de Infinite.
Lors de sa première semaine d'exploitation, l'album s'est écoulé à 283 000 exemplaires aux États-Unis. Grâce à ses ventes, The Slim Shady LP se classe à la deuxième position du Billboard 200 derrière FanMail du groupe TLC. L'opus a été classé au Billboard 200 durant 100 semaines. Le 5 avril 1999, dix jours après la sortie de The Slim Shady LP, l'album a été certifié disque de platine par la RIAA, pour avoir vendu plus d'un million d'exemplaires. Le 8 mars 2022, l'album est certifié quintuple disque de platine par la RIAA.
Le single phare de l'album, My Name Is, s'est classé à la 36e position au Billboard Hot 100 et est resté dix semaines dans le classement. La chanson se classa également dans des classements annexes comme le R&B/Hip-hop Songs (18e), Pop Songs (27e) ou encore 37e au Alternative Songs. Dans le classement des chansons RnB et rap, les chansons Guilty Conscience et Just Don't Give a Fuck se sont classées respectivement à la 56e et à la 62e place.
En dehors des États-Unis, l'album The Slim Shady LP s'est classé à la neuvième position du classement hebdomadaire canadien et est resté classé pendant douze semaines. L'album a été certifié double disque de platine par Music Canada avec des ventes de plus de 200 000 unités. Au Royaume-Uni, The Slim Shady LP s'est classé à la dixième place et a également été certifié double disque de platine par la British Phonographic Industry après 114 semaines passées dans les classements hebdomadaires,. En Australie, l'album a atteint la 49e place et a été certifié disque de platine,. L'album a été certifié disque d'or aux Pays-Bas et en Nouvelle-Zélande où il s'est classé respectivement aux 20e et 23e positions,.
Dans les pays francophones, The Slim Shady LP s'est classé à la 52e position en France à l'apogée des sept semaines de classement de l'album. Les singles My Name Is et Guilty Conscience ont atteint respectivement la 68e et 97e place. En Belgique, l'album s'est classé à la 46e position tandis que le single My Name Is s'est classé à la 33e place. The Slim Shady LP a atteint la 77e position des « charts » Suisse tandis qu'il s'est classé 12e en Autriche.
Le magazine Rolling Stone a classé en 2003 l’album à la 275e de son classement des 500 plus grands albums de tous les temps. Le même magazine le classe en 33e place des 100 meilleurs albums des années 1990.
The Slim Shady LP est présent dans le livre 1001 albums qu'il faut avoir écoutés dans sa vie publié en 2005 par Rolling Stone.
Lors de la 42e cérémonie des Grammy Awards, Eminem a remporté le premier de ses cinq trophées du « meilleur album rap » ce qui fait de lui l'artiste le plus récompensé dans cette catégorie,. La chanson My Name Is remporte quant à elle le prix de la « meilleure performance solo de rap ». Le skit Ken Kaniff a été classé à la 15e place des meilleurs interludes de l'histoire du rap par le magazine Complex. Public Service Announcement, servant d'introduction à l'album, se classe 50e du même classement,. The Slim Shady LP a également remporté le prix du meilleur album aux Detroit Music Awards 2000.
En novembre 2013, le magazine américain Complex établit la liste des meilleurs albums d'Eminem et le classe 3e, juste derrière The Marshall Mathers LP et The Eminem Show.
En 2019, pour les 20 ans de l'album, une édition baptisée Expanded Version est commercialisée. Elle contient des versions instrumentales, des versions a cappella et des raretés.

### Classements et certifications
| Classement musical                  | Meilleure position |
| ----------------------------------- | ------------------ |
| Allemagne (Media Control AG)        | 51                 |
| Australie (ARIA)                    | 49                 |
| Autriche (Ö3 Austria Top 40)        | 12                 |
| Belgique (Flandre Ultratop)         | 46                 |
| Belgique (Wallonie Ultratop)        | 157                |
| Canada (Canadian Albums Chart)      | 9                  |
| États-Unis (Billboard 200)          | 2                  |
| États-Unis (Top R&B/Hip-Hop Albums) | 1                  |
| France (SNEP)                       | 52                 |
| Norvège (VG-lista)                  | 25                 |
| Nouvelle-Zélande (RIANZ)            | 23                 |
| Pays-Bas (Mega Album Top 100)       | 20                 |
| Royaume-Uni (UK Albums Chart)       | 10                 |
| Royaume-Uni (R&B Albums)            | 1                  |
| Suède (Sverigetopplistan)           | 40                 |
| Suisse (Schweizer Hitparade)        | 77                 |

| Pays             | Certifications |
| ---------------- | -------------- |
| Australie        | Platine        |
| Canada           | 2 × Platine    |
| États-Unis       | 5 × Platine    |
| Europe           | Platine        |
| Nouvelle-Zélande | Platine        |
| Pays-Bas         | Or             |
| Royaume-Uni      | 3 × Platine    |
| Suisse           | Or             |

#### Singles
My Name Is, le premier single de l'album, sort le 23 février 1999. Ce titre atteint la seconde position des classements hebdomadaires britanniques et la 36e place aux États-Unis,. La chanson, acclamée par la critique, vaut à Eminem de nombreux prix distinctifs. Le titre est élu par VH1 comme étant la 26e meilleure chanson des années 1990. Le magazine anglais Q la considère même comme la 6e meilleure chanson de tous les temps. Le clip a été également très bien accueilli. En effet, NME le considère comme le 71e meilleur clip de l'histoire de la pop. Eminem a remporté pour la première fois le Grammy Award de la meilleure chanson de rap pour ce single. Les deux singles suivants, Role Model et Guilty Conscience, ont rencontré un moindre succès malgré la participation de Dr. Dre au second cité. Guilty Conscience s'est notamment classée 97e en France ou encore 25e en Suède.
| Année                                               | Single            | Meilleure position | Meilleure position | Meilleure position | Meilleure position | Meilleure position | Meilleure position | Meilleure position | Meilleure position | Meilleure position | Meilleure position |
| Année                                               | Single            | US                 | AUS                | BEL                | CAN                | IRL                | NZL                | SUE                | SUI                | UK                 |                    |
| --------------------------------------------------- | ----------------- | ------------------ | ------------------ | ------------------ | ------------------ | ------------------ | ------------------ | ------------------ | ------------------ | ------------------ | ------------------ |
| 1999                                                | My Name Is        | 36                 | 13                 | 33                 | 38                 | 4                  | 4                  | 16                 | 29                 | 2                  |                    |
| 1999                                                | Role Model        | 116                | —                  | —                  | —                  | —                  | —                  | —                  | —                  | —                  |                    |
| 1999                                                | Guilty Conscience | —                  | —                  | —                  | —                  | 12                 | —                  | 25                 | —                  | 5                  |                    |
| "—" La chanson n'est pas apparue dans le hit-parade |                   |                    |                    |                    |                    |                    |                    |                    |                    |                    |                    |

"Just don't Give a F***" a eu également un clip.

### Accueil critique
L'album a généralement reçu des critiques positives avec de nombreux éloges sur les qualités de parolier d'Eminem,,.
Le journaliste Stephen Thomas Erlewine, d'Allmusic, lui a donné la note de cinq étoiles sur cinq. Il justifie sa note en mettant en évidence « l'aisance dans le choix des mots et l'imagination » du rappeur. Il dit également : « Ce sont la grande maîtrise des paroles et leur subtilité qui font du Slim Shady LP un des meilleurs premier album de hip-hop dans l'histoire de la musique ».
David Browne, journaliste pour Entertainment Weekly, juge que les paroles sont écrites sans complexe, en opposition avec le rap conscient. Cet opus marque selon lui le retour des artistes ne devant rien à personne et qui ne se posent pas de questions en n'hésitant pas à écrire des paroles humoristiques.
Soren Baker du quotidien californien Los Angeles Times donne la note de 3,5 sur 4. Il justifie son choix en disant : « Eminem arrive à dire des absurdités tout en gardant son intelligence. Il peut rendre une scène de meurtre hilarante de par la manière dont elle est racontée ». Il regrette cependant « certaines erreurs de la part de la production qui enlèvent du cachet au talent de parolier d'Eminem ».
Beaucoup de critiques se sont portées sur les paroles de l'album. Le critique musical Gilbert Rodman de Popular Communications a affirmé que « les paroles de l'opus sont extrêmement violentes, misogynes et homophobes » et que « les journalistes aident parfois Eminem à justifier ses propos ».
Rob Sheffield du magazine Rolling Stone se réjouit du caractère humoristique des paroles de l'album. Il dit : « Eminem va vous faire délirer ». Cependant, il juge que les propos misogynes des chansons '97 Bonnie & Clyde et My Fault ne sont pas très drôles et qu'ils pourraient se trouver sur un album de The Bloodhound Gang.
Nathan Rabin journaliste pour The A.V. Club affirme que même si l'opus est ennuyant et qu'Eminem est parfois en panne d'inspiration, il reste néanmoins que le côté ultra violent, surréaliste et post-gangsta rap apporte une bouffée d'air frais au rap.
Mike Rubin, de Spin, indique que les paroles humoristiques sauvent l'album entaché par des mélodies ennuyeuses. Chris Dafoe, pour le quotidien canadien The Globe and Mail, indique que toutes les histoires que nous raconte Eminem s'entremêlent un peu mais que les aspects comiques qu'apporte la production de Dr. Dre aident à la structure de l'album.

## Impact

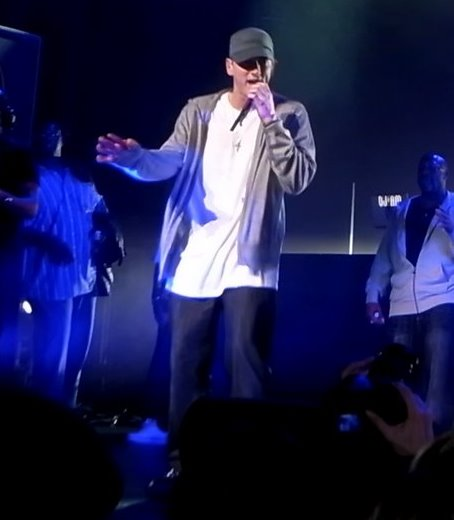
Eminem devient très populaire après la sortie de The Slim Shady LP.

À la suite de la sortie de The Slim Shady LP, Eminem change de statut, passant de rappeur underground à un profil de célébrité. Le label Interscope Records récompense Eminem en lui accordant en 1999, le droit de créer son propre label, Shady Records. Le premier artiste à signer sur celui-ci est le rappeur Proof. Cette soudaine popularité change radicalement le style de vie d'Eminem, car avant la sortie de cet opus, il luttait au quotidien pour subvenir aux besoins de sa famille. Il dit au sujet de ce changement : « À Noël passé, il y avait tellement de cadeaux sous le sapin, c'était incroyable. Ma fille n'est pas née avec une cuillère d'argent dans la bouche mais maintenant, elle en a une. Je ne peux pas m'empêcher de la gâter ».
Pour assurer la promotion de son opus, Eminem participe à une vaste tournée, le Vans Warped Tour, aux côtés de nombreux artistes. 31 concerts entre le 25 juin 1999 et le 31 juillet de la même année sont organisés. Eminem remplace à la dernière minute le groupe Cypress Hill. La tournée débute à San Antonio et s’achève à Miami. Il joue tous les après-midis dans le cadre de cette tournée et donne un concert dans des clubs de hip-hop durant la soirée. Lors d'un concert à Hartford, le rappeur glisse dans une flaque de liquide, il tombe de la scène et se casse plusieurs côtes,. Eminem avoue que le stress engendré par sa nouvelle renommée l'incite à boire et que cette chute lui a servi de rappel à l'ordre. Cependant, après avoir été soigné par des médecins, il est en mesure de chanter le lendemain en direct dans l'émission Total Request Live à New York.
Eminem devient également un personnage très controversé en raison de la violence de ses paroles. Il est critiqué pour ses textes jugés misogynes, nihilistes et violents. Dans l'éditorial de Billboard, le rédacteur en chef du magazine, Timoty White, accuse même Eminem de « gagner de l'argent en utilisant le malheur des autres ». Lors d'une apparition dans une radio de San Francisco, Eminem irrite une journaliste, Sista Tamu, à cause d'un freestyle où il dit « frapper une salope enceinte ». Celle-ci, trouvant ces propos remplis de misogynie et de haine, brise une copie de l'album The Slim Shady LP. Eminem se défend en disant : « Mon album n'est pas adapté pour le jeune public. L'autocollant Parental Advisory doit servir à quelque chose et je l'accorde, il vaut mieux avoir dix-huit ans pour acheter cet album. Cela ne signifie pas qu'il faut l'interdire aux mineurs, mais dans tous les cas, je ne suis pas responsable de ce qu'il advient d'un enfant qui l'écoute. Je ne suis pas un modèle pour les jeunes, et je ne prétends pas l'être ».

## Poursuites judiciaires
Le 17 septembre 1999, Deborah Nelson, la mère d'Eminem, porte plainte pour diffamation contre son fils. Elle se réfère aux accusations de celui-ci indiquant qu'elle consommerait de la drogue. En effet, Eminem dit dans la chanson My Name Is : « Je viens juste d'apprendre que ma mère consomme plus de drogue que moi. » La mère d'Eminem réclame alors 10 millions de dollars,. Après deux ans d'un long procès, elle obtint 25 000 $. Cela dit, en déduisant les frais judiciaires, elle n'obtient que 1 600 $ de la part de son fils. Eminem n'est pas surpris par la plainte de sa mère. Il qualifie en effet celle-ci de « reine du procès » et ajoute : « C'est comme cela qu'elle gagne sa vie. Quand j'avais cinq ans, elle travaillait à la caisse d'un marchand de frites et de sodas. Au plus loin que remonte ma mémoire, je ne me souviens pas qu'elle ait retravaillé un jour ».
En décembre 2001, D'Angelo Bailey, un concierge vivant à Roseville, dépeint dans la chanson Brain Damage comme la brute de son école, réclame plus d'un million de dollars pour diffamation et atteint à la vie privée. L'avocat de D'Angelo Bailey affirme que « Eminem, ce jeune rappeur de race blanche, se sert de Bailey, son ancien camarade de classe d'origine afro-américaine, pour répondre aux critiques disant qu'il n'a pas souffert pendant son enfance ». En 1982, la mère d'Eminem avait poursuivi l'école de son fils à Roseville, car selon elle, ils ne le protégeaient pas de ses camarades ayant un caractère violent. Selon ses dires, Eminem aurait été rejeté par ses amis à l'issue de cette période. Bailey avait avoué en avril 1999 dans le magazine Rolling Stone avoir été violent avec Eminem. Le juge chargé de l'affaire rejette le procès.
En septembre 2003, Harlene Stein, femme du compositeur Ronald Stein décédé 15 ans plus tôt, poursuit en justice Eminem et Dr. Dre pour avoir utilisé un sample non autorisé de la chanson Go Home Pigs au profit du titre Guilty Conscience. Malgré l'indication du livret de l'album précisant le sample, le compositeur n'aurait pas touché de redevance. Eminem et Dr. Dre sont alors contraints de dédommager la famille du compositeur.

## Fiche technique

### Liste des pistes
Toutes les chansons sont écrites et composées par Eminem sauf mention contraire.
| The Slim Shady LP | The Slim Shady LP                        | The Slim Shady LP                          | The Slim Shady LP                                                                                 | The Slim Shady LP | The Slim Shady LP | The Slim Shady LP | The Slim Shady LP | The Slim Shady LP | The Slim Shady LP |
| No                | Titre                                    | Auteur                                     | Contient un (des) sample(s) de                                                                    | Durée             |                   |                   |                   |                   |                   |
| ----------------- | ---------------------------------------- | ------------------------------------------ | ------------------------------------------------------------------------------------------------- | ----------------- | ----------------- | ----------------- | ----------------- | ----------------- | ----------------- |
| 1.                | Public Service Announcement (skit)       |                                            |                                                                                                   | 0:33              |                   |                   |                   |                   |                   |
| 2.                | My Name Is                               | Marshall Mathers, Andre Young, Labi Siffre | I Got The de Labbi Siffre                                                                         | 4:28              |                   |                   |                   |                   |                   |
| 3.                | Guilty Conscience (featuring Dr. Dre)    | Mathers, Young                             | Go Home Pigs de Ronald Stein The Back Door d'Eddie Wang                                           | 3:19              |                   |                   |                   |                   |                   |
| 4.                | Brain Damage                             | Mathers, Jeff Bass                         |                                                                                                   | 3:46              |                   |                   |                   |                   |                   |
| 5.                | Paul (skit)                              |                                            |                                                                                                   | 0:15              |                   |                   |                   |                   |                   |
| 6.                | If I Had                                 | Mathers, J. Bass, Mark Bass                | Impeach the President des Honey Drippers                                                          | 4:05              |                   |                   |                   |                   |                   |
| 7.                | '97 Bonnie and Clyde                     | Mathers, J. Bass, M. Bass                  | Me and My Girlfriend de Makaveli                                                                  | 5:16              |                   |                   |                   |                   |                   |
| 8.                | Bitch (skit)                             |                                            |                                                                                                   | 0:19              |                   |                   |                   |                   |                   |
| 9.                | Role Model                               | Mathers, Young, Melvin Breeden             |                                                                                                   | 3:25              |                   |                   |                   |                   |                   |
| 10.               | Lounge (skit)                            |                                            |                                                                                                   | 0:46              |                   |                   |                   |                   |                   |
| 11.               | My Fault                                 | Mathers, J. Bass, M. Bass                  |                                                                                                   | 4:01              |                   |                   |                   |                   |                   |
| 12.               | Ken Kaniff (skit)                        |                                            |                                                                                                   | 1:16              |                   |                   |                   |                   |                   |
| 13.               | Cum on Everybody (featuring Dina Rae)    | Mathers, J. Bass, M. Bass                  | Gimme What You Got du Pamplemouse Who Is She (And What Is She to You) de Gladys Knight & the Pips | 3:39              |                   |                   |                   |                   |                   |
| 14.               | Rock Bottom                              | Mathers, J. Bass, M. Bass                  | Summertime de Big Brother and the Holding Company                                                 | 3:34              |                   |                   |                   |                   |                   |
| 15.               | Just Don't Give a Fuck                   | Mathers, J. Bass, M. Bass                  | Symphony No. 9, "From the New World", 4th Movement (Allegro Con Fuoco) d'Antonín Dvořák           | 4:02              |                   |                   |                   |                   |                   |
| 16.               | Soap (skit)                              |                                            |                                                                                                   | 0:34              |                   |                   |                   |                   |                   |
| 17.               | As the World Turns                       | Mathers, J. Bass, M. Bass                  |                                                                                                   | 4:25              |                   |                   |                   |                   |                   |
| 18.               | I'm Shady                                | Mathers, J. Bass, M. Bass                  | Pusherman de Curtis Mayfield I'm Your Pusher d'Ice-T                                              | 3:31              |                   |                   |                   |                   |                   |
| 19.               | Bad Meets Evil (featuring Royce da 5'9") | Mathers, J. Bass, M. Bass, Ryan Montgomery | The Good, the Bad, and the Ugly (Main Title) d'Ennio Morricone Modaji de Dave Grusin              | 4:13              |                   |                   |                   |                   |                   |
| 20.               | Still Don't Give a Fuck                  | Mathers, J. Bass, M. Bass                  |                                                                                                   | 4:12              |                   |                   |                   |                   |                   |
| 59:50             |                                          |                                            |                                                                                                   |                   |                   |                   |                   |                   |                   |

| Titres bonus de l'édition spéciale | Titres bonus de l'édition spéciale | Titres bonus de l'édition spéciale | Titres bonus de l'édition spéciale | Titres bonus de l'édition spéciale | Titres bonus de l'édition spéciale | Titres bonus de l'édition spéciale | Titres bonus de l'édition spéciale | Titres bonus de l'édition spéciale | Titres bonus de l'édition spéciale |
| No                                 | Titre                              | Auteur                             | Durée                              |                                    |                                    |                                    |                                    |                                    |                                    |
| ---------------------------------- | ---------------------------------- | ---------------------------------- | ---------------------------------- | ---------------------------------- | ---------------------------------- | ---------------------------------- | ---------------------------------- | ---------------------------------- | ---------------------------------- |
| 21.                                | Hazardous Youth (A cappella)       |                                    | 0:47                               |                                    |                                    |                                    |                                    |                                    |                                    |
| 22.                                | Get You Mad                        |                                    | 4:21                               |                                    |                                    |                                    |                                    |                                    |                                    |
| 23.                                | Greg (A cappella)                  |                                    | 0:53                               |                                    |                                    |                                    |                                    |                                    |                                    |
| 64:51                              |                                    |                                    |                                    |                                    |                                    |                                    |                                    |                                    |                                    |

| 21. | Hazardous Youth (a cappella)                          |  |  | 0:44 |
| 22. | Get You Mad (featuring Sway & King Tech)              |  |  | 4:22 |
| 23. | Greg (acapella version)                               |  |  | 0:52 |
| 24. | Bad Guys Always Die (featuring Dr. Dre)               |  |  | 4:39 |
| 25. | Guilty Conscience (featuring Dr. Dre (version radio)  |  |  | 3:19 |
| 26. | Guilty Conscience (featuring Dr. Dre (instrumentale)) |  |  | 3:20 |
| 27. | Guilty Conscience (featuring Dr. Dre (a capella)      |  |  | 3:16 |
| 28. | My Name Is (instrumentale)                            |  |  | 4:29 |
| 29. | Just Don't Give a Fuck (a capella)                    |  |  | 3:35 |
| 30. | Just Don't Give a Fuck (instrumentale)                |  |  | 4:08 |

### Crédits et personnels
| - Eminem : interprète, parolier, composition, production - Dr. Dre : composition, production, mixage, interprète - Aristotle : interprète - Jeff Bass : composition, production, mixage, interprète - Mark Bass : composition, interprète - DJ Paul Bunyon : interprète - Greg Burns : ingénieur du son - Brian Gardner : matriçage - Richard Huredia : ingénieur du son, mixage - Aaron Lepley : ingénieur du son, mixage | - Christopher McCants : photographie - Mel-Man : composition, batterie - Dina Rae : interprète - Michael "wolf" Reaves : ingénieur du son - Royce da 5'9" : interprète - Les Scurry : coordination - Justin Trugman : production - Michael Tuller : mixage, ingénieur du son - Michael Wilder : production - Zoe Winkler : interprète |

Crédits issus du CD The Slim Shady LP